# Condado de Raleigh
O Condado de Raleigh é um dos 55 condados do estado norte-americano da Virgínia Ocidental. A sede do condado é Beckley, que é também a sua maior cidade. O condado tem uma área de 1577 km² (dos quais 5 km² estão cobertos por água), uma população de 79 220 habitantes, e uma densidade populacional de 50 hab/km² (segundo o censo nacional de 2000). O condado foi fundado em 1850 e recebeu o seu nome em homenagem ao poeta inglês Sir Walter Raleigh (c. 1552-1618).